# Agonista

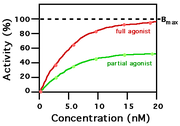
Gráfica de una agonista.

En bioquímica, un agonista es aquella sustancia que es capaz de unirse a un receptor celular y provocar una acción determinada en la célula generalmente similar a la producida por una sustancia  fisiológica. 
Un agonista es lo opuesto a un antagonista en el sentido de que mientras un antagonista también se une a un receptor, no solamente no lo activa, sino que también bloquea su activación por los agonistas. Un agonista parcial activa al receptor pero no causa tanto efecto fisiológico como un agonista completo. Los receptores en el cuerpo humano funcionan al ser estimulados o inhibidos por agonistas o antagonistas naturales (como las hormonas o neurotransmisores) o artificiales (como algunos fármacos). Recientemente se ha propuesto una novedosa teoría denominada selectividad funcional, la cual amplía la definición convencional de la farmacología. 
En anatomía, los músculos agonistas son los  capaces de realizar el mismo tipo de movimiento.

## Etimología
El término agonista proviene del griego ἀγωνιστής, combatiente, luchador. Un agonista es un contendiente químico.